# (9050) 1991 RF29
(9050) 1991 RF29 est un astéroïde de la ceinture principale découvert en 1991.

## Description
(9050) 1991 RF29 a été découvert le 13 septembre 1991 à l'observatoire Palomar, situé au nord de San Diego en Californie, par Henry E. Holt.

### Caractéristiques orbitales
L'orbite de cet astéroïde est caractérisée par un demi-grand axe de 2,38 UA, un périhélie de 2,28 UA, une excentricité de 0,04 et une inclinaison de 10,05° par rapport à l'écliptique. Du fait de ces caractéristiques, à savoir un demi-grand axe compris entre 2 et 3,2 UA et un périhélie supérieur à 1,666 UA, il est classé, selon la JPL Small-Body Database, comme objet de la ceinture principale.

### Caractéristiques physiques
(9050) 1991 RF29 a une magnitude absolue (H) de 13,4 et un albédo estimé à 0,057.